# Альберти, Олимпия
Олимпия Альберти (фр. Olympia Alberti; род. 22 января 1950, Антиб) — французская писательница, поэт, эссеист, автор новелл и литературных обзоров, литературный критик, специалист в области семантики и семиотики. Имеет докторскую степень по филологии и сравнительной литературе; занималась исследованием творчества Рильке, Колетт, Жионо, Вирджинии Вульф и Маргерит Дюрас; ведёт творческие мастерские для начинающих писателей.

## Биография
До 1969 года Олимпия Альберти жила в Антибах и Жюан-ле-Пен, где окончила среднюю школу. С 1969 по 1972 год училась на Гуманитарном факультете университета Ниццы. Получила степень лицензиата по французской литературе, а затем степень магистра и доктора сравнительной литературы. Олимпия Альберти была замужем, у неё есть две дочери: Диана Скотт (театральный режиссёр, живёт в Париже) и Офелия Скотт (работает адвокатом в Монреале).
В 1972 году Альберти отправилась вместе со своим мужем в Браззавиль (Конго). По возвращении во Францию в 1974 году семья около года жила в Ницце, а затем с 1975 года и в течение следующих трёх лет — в Касабланке (Марокко). В 1978 году они покинули Марокко, и в самый разгар революции в Иране, обосновались в этой стране до 1980 года. В течение всех этих лет пребывания за границей Олимпия Альберти работала преподавателем литературы в лицеях, курируемых Министерством иностранных дел Франции. С 1980 по 1989 года по просьбе Альберти ей был предоставлен академический отпуск, во время которого она занималась воспитанием младшей дочери и творчеством. С 1980 по 1986 год семья писательницы жила в г. Ла-Марса (Тунис). В 1986 года Олимпия Альберти вернулась во Францию, но при этом продолжает много путешествовать по всему миру. Так, например, она совершила семь поездок в Индию, страну, которую считает своей «духовной Родиной».
Пятнадцать лет она преподавала риторику, стилистику и сравнительную литературу на Филологическом факультете университета Ниццы. Являясь представителем ректората Французской академии в Ницце, Альберти выступает в передачах канала Culture и на конференциях во Франции и многих других странах (Перу, Бейруте, Швеции, Китае, США, Тунисе), сотрудничает с журналом Sans Papier, ведет творческие мастерские (поэзия, рассказы, эссе) в учреждениях среднего образования.
Олимпия Альберти участвует в проектах «France-Culture», «Nouvelles Clefs», «Question de», она сделала более 550 литературных обзоров для в газеты «Nice-Matin», в сотрудничестве с другими авторами работала над критическими исследованиями «L’être d’amour» и «Le Chercheur de lumière» (опубликованы в сборнике «Communiquer pour vivre», издательство Albin Michel, в 1996 году). Под руководством Олимпии Альберти были отобраны новеллы для сборника «Donner à aimer» (издательство Melis Éditions). Став победителем творческого конкурса, Альберти работала в творческой мастерской в замке La Napoule и доме Жюля Руа (Jules Roy). По книге Олимпии Альберти «Les enfants reviendront après l’Epiphanie» снят документальный фильм для каналов France 2 и France 3.
Одна из последних работ Олимпии Альберти — роман о жизни Матери Терезы.
Её работы были частично переведены на китайский, греческий и испанский языки. Новая книга Альберти «Carnet mondain» была переведена на восемь языков Индии.

## Премии и награды
Олимпия Альберти — лауреат многих литературных наград. В 1982 году её первый роман «Пьяный жасмин» был награждён премией Молодых писателей Эжена Ионеску и отмечен его благоприятным отзывом, а в 1985 году её роман «La Dévorade» («Ненасытность») был удостоен премии Жорж Санд. Творчество Альберти получило признание Французской академии: в 1986 году — ей присуждена премия Archon-Despérouse за поэтические произведения, а в 2001 году — премия Émile Faguet за эссе «Жионо, великий вестерн».
В 2000 году за эссе «Неприкаянный Рильке» («Rilke sans domicile fixe)» Олимпия Альберти получила грант Thyde Monnier Филологического общества, а в 2002 году — грант Missions Stendhal (Программа Министерства иностранных дел Франции совместно с Culturesfrance) на сбор материалов о проблемах рабства в Соединённых штатах после 1830 года. Данные исследования стали основой её романа «Пророчество реки» («La Prophétie de la rivière»; издательство Ramsay, 2008).

## Произведения

### Романы
- «Пьяный жасмин (Un jasmin ivre)», Albin Michel.
- «Память сандалового дерева (Une mémoire de santal)», Albin Michel.
- «Ненасытность (La Dévorade)», Albin Michel.
- «Бронзовый берег, жемчужный берег(Rive de bronze, rive de perle)», Actes Sud.
- «Сарабанда (La Sarabande)», Le Rocher.
- «13, улица Сальталамача (13, rue Saltalamacchia)», коллективный сборник, Le Ricochet.
- «Дети вернутся после Крещения (Les enfants reviendront après l’Epiphanie)», или Дневник Сары Банзэ(«Le petit cahier de Sara Banzet)», Le Verger Éditeur
- «Любитель тишины (L’Aimant du Silence)», Le Verger Éditeur.
- «Пророчество реки (La Prophétie de la rivière)», Ramsay.
- «Любовь в сердце — пропавший Дневник Этти Хиллесум (L’Amour dans l'âme — Le journal disparu d’Etty Hillesum)», Presses de la Renaissance

### Поэтические сборники
- «Любовь-палимпсест», продолжение — «Последнее письмо» (L’Amour palimpseste", suivi de «La Dernière letter»), Albin Michel
- «Сердце-рапсодия, сердце бездонное», продолжение — «Реквием» («Cœur rhapsodie, cœur absolu», suivi de «Requiem»), Albin Michel, épuisé.
- «Думать, что живешь (Croire vivre)», Éditions L’Amourier.
- «На другом конце света (L’autre côté du monde)», L’Amourier. «Маргерит Дюрас[2] — счастье, от которого можно умереть» (2014) (Le Passeur) (Dans la peau de Marguerite Duras)

### Новеллы
- «Сердцевина сафу (Le Noyau de safou)», Albin Michel.
- «Светский дневник (Carnet Mondain», в сборнике «Nouvellistes de la Méditerranée)», Revue «Brèves».
- «Бангалорская орхидея (L’Orchidée de Bangalore)», коллективный сборник «L’Atelier imaginaire», Éditions du Rocher.
- «Этим вечером Принца нет» (Absence du Prince, ce soir), в коллективном сборнике «L’Atelier imaginaire», Le Rocher.
- «Английская набережная (Promenade des Anglais)», Melis.
- «Принцесса, которая любила звуки дождя(La Princesse qui aimait le bruit de la pluie)», в коллективном сборнике «Les nouvelles nuits», collectif, Éd. Nestivegnen.
- «Ночь в гареме (La Nuit du Harem)», IFC, Tunis. «1 бис, улица Абу-Навас (1 bis, Rue Abou-Nawas)», Elyzad.

### Эссе
- «Там» Лелуш-страсть (альбом) Lelouch-Passion", (album), Albin Michel."
- «Ангел Рильке, любовь моя, сестра моя L’Ange de Rilke, mon amour, ma sœur», в коллективном сборнике «Eros Philadelphe», Éditions du Félin.
- «Драконы, принцессы и другие звёзды (Dragons, princesses et autres étoiles)», в сборнике «Question de», Albin Michel. * «Дитя любви (L'Être d’amour)», в коллективном сборнике «Communiquer pour vivre», Albin Michel.
- «Письма энтузиаста» (Эмиль Золя — Антону Валабрегу) (Lettres d’un enthousiaste (Émile Zola à Antony Valabrègue)", Éditions HB.
- «Голубая тишина» (труд о художнике Жорже де Латуре)(в сотрудничестве с Андре Марцуком)
- «L’Intime et sa profération comme parole sacrée», in «Duras, Dieu et l'écrit», colloque international международный коллоквиум, Éditions du Rocher.
- «Неприкаянный Рильке (Rilke Sans Domicile Fixe)», Chritian Pirot Éditeur.
- «Жионо, великий вестерн(Giono, Le grand Western)», Christian Pirot Éditeur.
- «Petit Précis de l’Attente», Le Verger Éditeur.
- «Колетт — рождение свободы (Colette, la Naissance de la Liberté)», Christian Pirot Éditeur
- «Базилика и лазурь (труд о жизни Боттичелли) Le Basilic et la Turquoise», (Botticelli, Vivre), Éd. Les petites Vagues, , где свет поет, и растут деревья (Là où la lumière chante, et quelques arbres)", Éditions Rhubarbe." «Несколько слов о Венеции (Les 100 mots de Venise)», Puf, «Que sais-je ?».